# 外務・英連邦・開発省
外務・英連邦・開発省（がいむ・えいれんぽう・かいはつしょう、英語: Foreign, Commonwealth and Development Office、通称: 外務省、略称: FCDO）は、イギリスの行政機関の一つで、海外領土や英連邦を初めとする諸外国との関係における英国国益の保護および促進のための外交を行う。1968年10月17日に外務省（Foreign Office）と英連邦省（Commonwealth Office）が統合したことによって誕生した外務・英連邦省が2020年に国際開発省を統合し、現在の姿となった。
外務・英連邦・開発省の長は外務・英連邦・開発大臣（Secretary of State for Foreign, Commonwealth and Development Affairs）である。一般には、単純に外務大臣と呼ばれる。
英国内閣の閣僚ポストとしては、外務大臣は財務大臣や内務大臣と並んで最重要ポストの一つとされている。これに首相を加えて“国務大省”（Great Offices of State）を構成する。

## 歴史

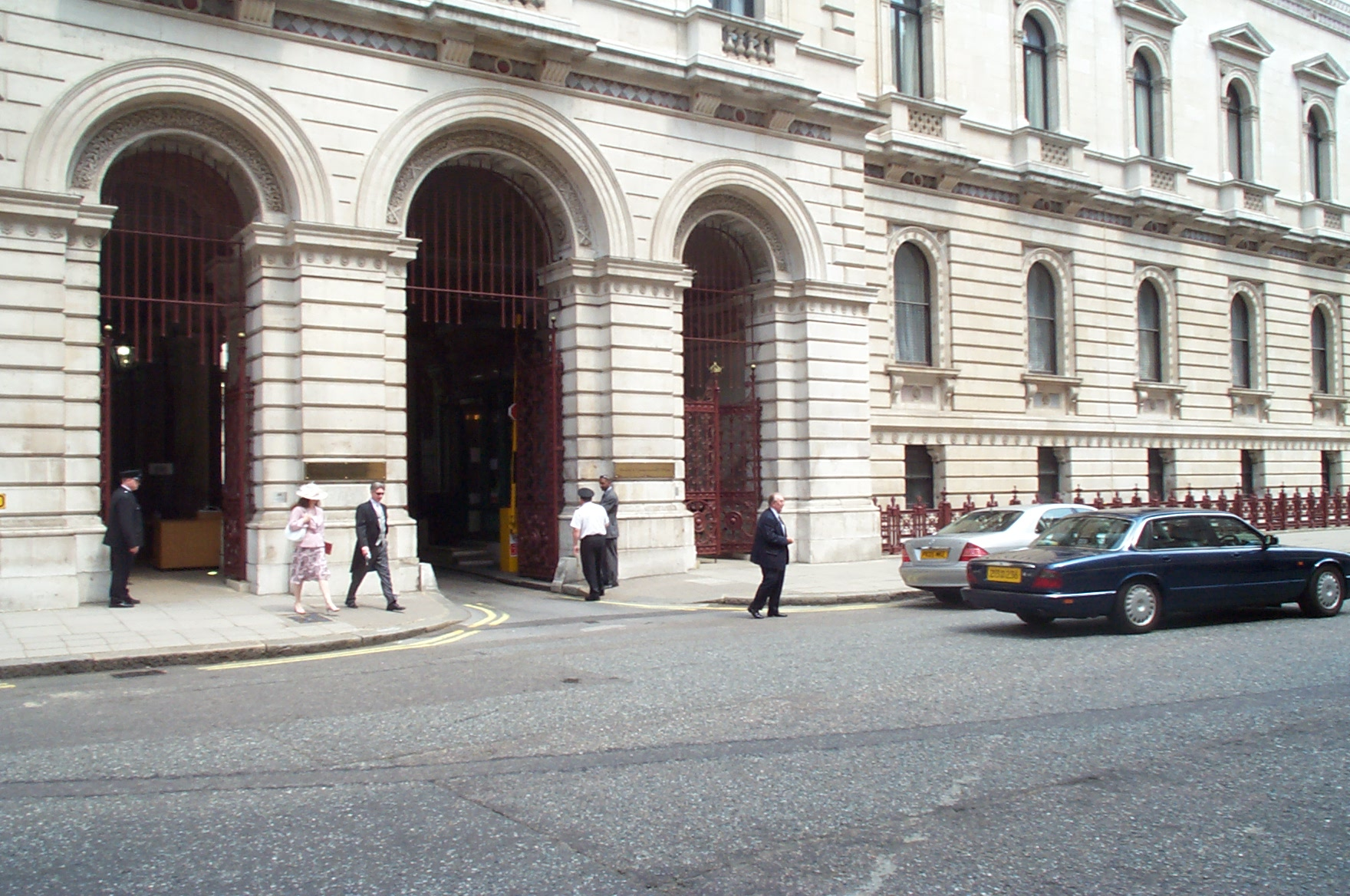
外務・英連邦・開発省入口

### 外務省
18世紀
外務省はグレートブリテン王国時代の1782年3月に南部国務卿（南部イングランド・ウェールズ・アイルランド・アメリカ植民地およびヨーロッパのカトリック国・ムスリム国担当）と北部国務卿（北部イングランド・スコットランドおよび北ヨーロッパのプロテスタント国担当）が統合されて創設された。国務卿の名の示す通り、これらの役職はそれぞれの担当地域の内務・外務の両面を担っていた。統合によって所掌事務は分担され、外務は外務省、内務は内務省がそれぞれ担うこととなった。
19世紀
19世紀の間は、外務省が英タイムズ紙記者に近寄って大陸からの情報収集を求めることが頻繁にあり、またそうして得られた情報はしばしば政府発の公式情報よりも優れていた。
20世紀
第一次世界大戦中、英国外務省内にカイロ諜報庁（Cairo Intelligence Department）の内部部局として、アラブ局（Arab Bureau）が設置された。

### 外務・英連邦省
1925年に植民地省（Colonial Office）から独立して自治領省（Dominions Office）が設置された。その後、1947年に自治領省とインド省（India Office）を統合して英連邦関係省（Commonwealth Relations Office）が設立された。英連邦関係省と植民地省の統合によって1966年に設立されたばかりだった英連邦省は、1968年に旧来からの外務省と統合して外務・英連邦省が設置された。

### 外務・英連邦・開発省
長年両省の統合が検討され、2020年外務・英連邦省と国際開発省が統合し、外務・英連邦・開発省となった。